# Orden Civil de María Victoria
La Orden Civil de María Victoria fue una orden honorífica española, creada durante el reinado como consorte de la Reina María Victoria de España. Fue instituida por Real Decreto de 7 de julio de 1871, que premiaba los eminentes servicios prestados a la instrucción pública, bien creando, dotando o mejorando establecimientos de enseñanza, publicando obras científicas, literarias o artísticas de reconocido mérito, o fomentando de cualquier otro modo las ciencias, las artes, la literatura o la industria. En estas fechas, el ministro de Fomento era Manuel Ruiz Zorrilla, que fue gran impulsor de la creación de esta orden.
La Orden Civil de María Victoria tuvo una vida muy corta, siendo disuelta tras la proclamación de la Primera República por Decreto de 7 de mayo de 1873, que lleva la firma del entonces ministro de Fomento Eduardo Chao Fernández.
La orden constaba de tres categorías:
- Gran Cruz.
- Cruz de Primera Clase.
- Cruz de Segunda Clase.[2]

El color preceptivo de la banda y de la cinta de pasador dependía de la disciplina a la que pertenecían sus miembros; Medicina – Amarillo oro; Teología – Blanco; Derecho – Rojo; Farmacia – Morado; Filosofía y Letras y Diplomática – Azul celeste; Ciencias exactas, físicas y naturales – Azul turquí; Escuelas Industriales, Artes y Oficios, Comercio – Turquí y negro; Bellas Artes – Rosa; Arquitectura y Construcciones Civiles – Turquí y rosa; Ingenieros de Montes – Turquí y violeta; Ingenieros de Minas – Turquí y anaranjado; Náutica y construcciones navales – Negro y verde mar; Enseñanza primaria – Blanco y verde.
Entre otros prohombres de la época a los que se le otorgaron esta condecoración destacan en su clase de Gran Cruz: Juan Manuel de Manzanedo, Hilarión Eslava, Rafael Martínez Molina, Cesáreo Fernández, Juan Eugenio Hartzenbusch, Juan Valera, Ángel Fernández de los Ríos, José Zorrilla, Emilio Arrieta, Francisco Asenjo Barbieri, Segismundo Moret, Antonio Romero, Ramón de Campoamor, Adelardo López de Ayala, Federico de Madrazo, Santiago Diego de Madrazo, Patricio de la Escosura, Luis de la Escosura, Nicolás María Rivero, Miguel Colmeiro, Eulogio Florentino Sanz, Juan de Ariza o Francisco Jareño.
Esta orden (algo inusual para la época) no era exclusivamente masculina, pues les fue concedida a dos mujeres la cruz de segunda clase en 1873; Segunda Oñate del Campo, profesora de primera enseñanza en Calahorra y María Bascuas y Colón, profesora de primera enseñanza en Pontevedra, que publicó un tratado de aritmética, Aritmética para uso de las escuelas de instrucción primaria, obra en su clase de reconocida importancia.